# Enterprise Objects Framework
Das Enterprise Objects Framework oder kurz EOF ist ein Framework zur objektrelationalen Abbildung, welches von NeXT, heute Apple zunächst in Objective-C entwickelt, später nach Java portiert und als Bestandteil von WebObjects verkauft wurde.
Heutzutage existieren diverse Open-Source-Implementierungen von EOF in Objective-C: GDL2, die GNUstep Database Library, sowie eine Implementierung als Bestandteil von Open Groupware.